# Córka Montezumy
Córka Montezumy (ang. Montezuma’s Daughter) – powieść historyczno-przygodowa angielskiego pisarza Henry’ego Ridera Haggarda z 1893 roku, osnuta na tle podboju Meksyku przez Korteza.

## Treść
Będący w podeszłym wieku Tomasz Wingfield, drobny szlachcic angielski, wspomina dwie wielkie miłości swego życia, spisując burzliwe przejścia, jakich doświadczył w młodości i jako człowiek dojrzały. Bohater jest owocem związku Anglika, który przejściowo znalazł się w Hiszpanii i zakochał się tam w cudzoziemce, oraz Hiszpanki (prześladowanej przez innego), która uciekła wraz z nim chroniąc się w Anglii. Mściciel przybywa jednak z Hiszpanii i odnajdując jej ślad, dokonuje śmiertelnej zemsty na matce Tomasza. Zakochany też nieszczęśliwie w córce sąsiada – Lily Bozard, młody Wingfield po śmierci matki zmienia plany życiowe i ślubując ją pomścić, ściganiu zabójcy poświęca niemal całe swe dorosłe życie.
Pościg wiedzie go początkowo do Hiszpanii, gdzie już spotykają go niezwykłe przygody i gdzie zdobywa znaczny majątek, później jednak, zmuszony przemierzyć ocean, na drugiej półkuli zostaje wplątany w wydarzenia związane z podbojem państwa Azteków przez Korteza. Niebezpieczny splot zdarzeń stawia go przypadkowo po stronie Montezumy i jego Azteków: choć przeznaczony ostatecznie na krwawą ofiarę dla ich bóstw, zyskuje miłość córki władcy – pięknej Otomi i unika kaźni. Znany jako „Teule” („Hiszpan”), uczestniczy w obronie azteckiej stolicy Tenochtitlán i w ukryciu legendarnego skarbu Montezumy przed Hiszpanami, a także w dalszych walkach z nimi – aż do zagłady państwa Azteków i utraty swych bliskich. W trakcie swych przygód wykazuje się wielokrotnie szlachetnością nie tylko wobec „dzikich” Indian, ale i hiszpańskich wrogów, zyskując ich szacunek wraz z umożliwieniem mu powrotu do kraju. Mimo kolejnych nieszczęść i dramatycznych perypetii, los pozwala mu spełnić wszystkie życiowe ślubowania, by po burzliwych doświadczeniach, na resztę życia mógł osiąść w rodzinnej posiadłości. 

## Cechy powieści

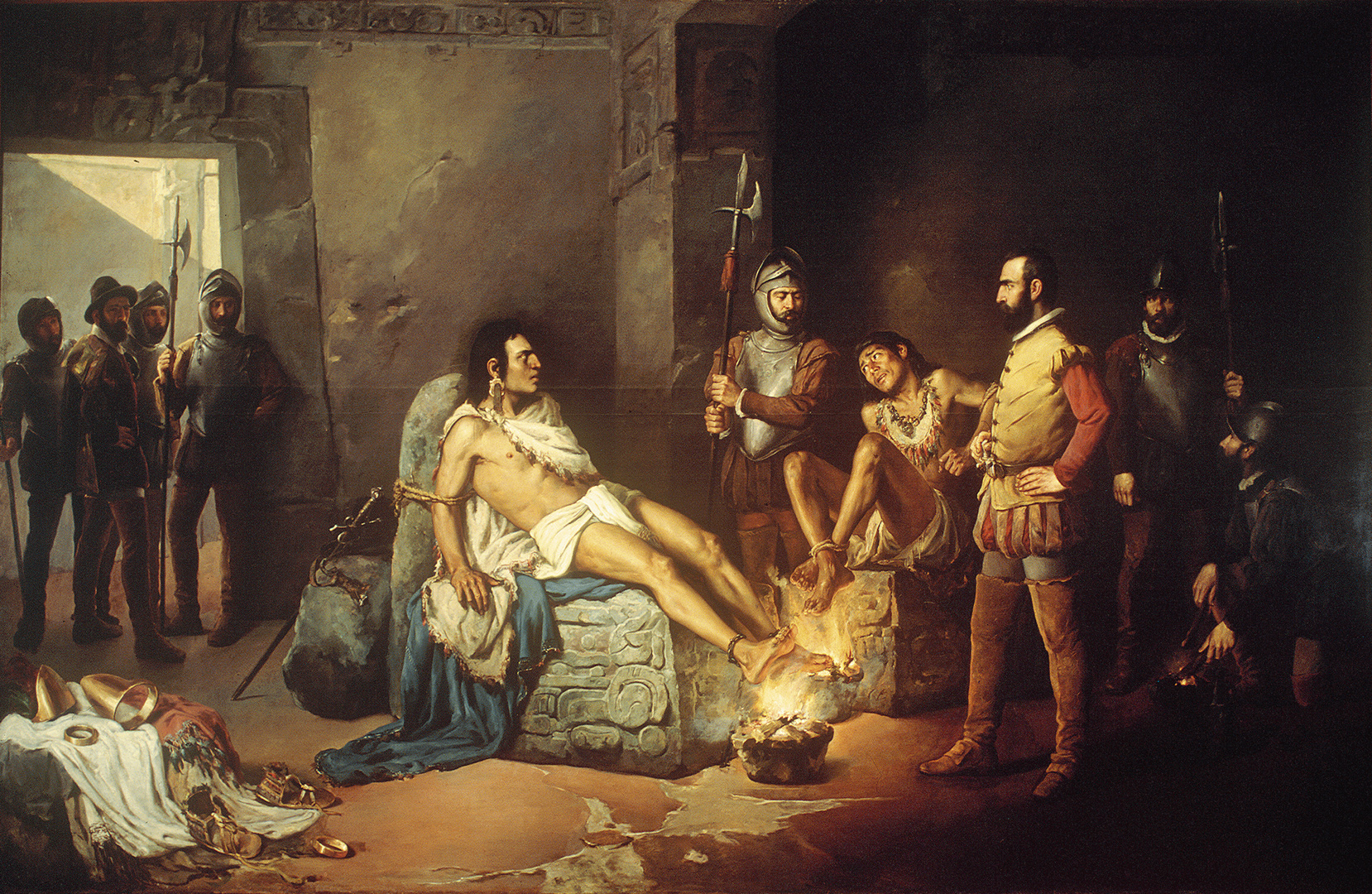
Guatemoc odwrócił do niego głowę i odezwał się, a kiedy to zrobił, zobaczyłem, że jego stopa również zanurzona jest w płomieniach (Męka Cuauhtémoca – mal. Leandro Izaguirre, 1892)

Jedna z lepszych powieści przygodowych Haggarda. Fabularnie potraktowana z dużą wyobraźnią, a zarazem dość autentyczna pod względem historycznym. Napisana żywym, potoczystym językiem, mimo pamiętnikarskiego stylu charakteryzuje się niezwykle wartką akcją o dużej zmienności wydarzeń, w której zawarto wiele emocjonujących momentów. Wartość powieści podnosi wplecenie w przygodową fabułę szeregu autentycznych (historycznych) postaci, do których poza Montezumą i Kortezem należą jego indiańska towarzyszka Marina (Malinche lub Malintzin), kapitan Bernal Diaz, azteccy wodzowie i władcy Cuitlahua oraz Guatemoc, a także opisów walk i zdarzeń opartych na relacjach hiszpańskich konkwistadorów. Tytułową postać pięknej Otomi autor wzorował na rzeczywiście istniejącej Tecuichpo Ixcaxochitzin (znanej też jako Doña Isabel) – córce Montezumy, która również była kochanką Korteza.
Wśród utworów literackich wiktoriańskiej Anglii powieść nacechowana jest wyjątkową religijnością, a za myśl przewodnią dla opisywanych wypadków autor przyjmuje swoisty determinizm wyrażony zasadą, iż „nic nie dzieje się bez woli Bożej” i wobec tego nawet sytuacje w życiu beznadziejne nie są takimi, jeśli wola ta może decydować inaczej. Inne znaczące przesłanie utworu zawiera się w przekonaniu, że uporczywe i ślepe pragnienie zemsty nie prowadzi do niczego dobrego (z podtekstem, iż miłosierne przebaczenie jest cechą dobrego chrześcijanina). Zwraca również uwagę tolerancyjność autora (jako przedstawiciela literatury angielskiej epoki imperialnej) zarówno w sferze religijnej, jak i etnicznej. Nie inkryminuje on Kościoła katolickiego (co w owym czasie należy niemal do standardu literackiej Anglii), jak też nie potępia „niecywilizowanej” obyczajowości Indian, wykazując dystans i niemały obiektywizm w spojrzeniu Brytyjczyka na tubylczą kulturę i „barbarzyńskie” zwyczaje.
Rysem autobiograficznym w powieści jest wątek młodzieńczej miłości bohatera do Lily Bozzard, będący odbiciem takiegoż uczucia Haggarda do Lilly Archer, z którą pozostał w dozgonnej przyjaźni. Również utrwalona w powieści utrata syna głównego bohatera-narratora ma swe odbicie w zdarzeniu rzeczywistym – śmierci jedynego syna Haggarda w 1891 r., gdy akurat był on w trakcie przygotowywania powieści.  

### Wydanie polskie
- Córka Montezumy – w przekładzie Katarzyny i Andrzeja Jankowskich. Wydawnictwo Art "B" Press, Poznań 1991  ISBN 83-900107-1-2